# Лагерная улица (Красное Село)
Ла́герная улица — улица в Красном Селе. Проходит от Озёрной набережной до границы города Красное Село. Состоит из двух участков, разделённых линией железной дороги Санкт-Петербург — Гатчина-Балтийская. Лагерная улица в XIX веке завершала Коломенскую слободу Красного Села, начинавшуюся Высоцкой улицей.

## История
Название улицы связано с военными лагерями. Впервые войска для маневров в Красном Селе были собраны в 1765 г. С 1823 г. лагеря собирались постоянно. Они начинались от Царскосельского шоссе и простирались до Дудергофского озера. На «Плане лагерей под Красным Селом 1823 года» показано, что на возвышенностях против пехотного лагеря находился отдельный саперный лагерь, а за Дудергофской горой, при деревне Горской — артиллерийский. Другой план, который представлял собой схему размещения Большого лагеря в северо-восточной части от Дудергофского озера, назывался «Планом лагеря Гвардейской пехотной дивизии под Красным Селом 1823 г.».
На плане 1824 г. обозначено расположение лагеря в северо-западной части от Дудергофского озера — на левом фланге. Весной следующего года начались обширные земляные работы, указывающие на устройство постоянных лагерей. Пять лагерных мест осушили с помощью каналов, улучшили состояние дорог. В последующие годы лагерные территории продолжали расширяться.
Согласно новому генеральному плану Красного Села, утверждённому 30 марта 1840 года, Лагерная улица, как и Коломенская, входила во вторую очередь застройки после Санкт-Петербургской, Братошинской и Никольской улиц. Для отвода воды, которая должна была скапливаться на улице в непогоду, по обеим сторонам улиц вырывались канавы. Их ширина составляла не более двух аршин. Землёй из канав Лагерной улицы отсыпали невысокий вал, который препятствовал снежным заносам в зиму. Вал этот сохранился до наших дней.
Самое большое число войск было собрано под Красным Селом в 1845 и 1853 гг. — до 120 000 человек. С 1864 г. лагерь левого фланга имел название Авангардного, а лагерь правого фланга — Большого или Главного. А. П. Верландер сообщал в своем путеводителе, что на левом фланге Большого лагеря построили корпусную хлебопекарню, по совершенству вторую в Европе, и военный телеграф, соединяющий полки между собой и с центральной станцией в Красном Селе. Для учений в лагерях строились различные стрельбища.